# Нотосаурус
Нотосаурус (Nothosaurus) јерод морских гмизаваца средњег тријаса који су се хранили рибом. Био један од најуспешнијих морских гмизаваца из доба тријаса, који је успео да опстане читавих 30 милиона година, релативно мало се изменивши.
Живео је на територији данашње Русије, Израела, Кине и северне Африке пре 240-202 милиона година. Достигао је дужину од 3 м, али пронађени узорци Н. гигантеус достигли су 6 м дужине. Први га је описао Минстер 1834 .

## Опис животиње
Имао је хидродинамично тело дужине до 3 m и вероватно вертикално пераје на репу (судећи по репним кичменим пршљенима). На стопалима је имао пет дугачких прстију између којих су биле пловне кожице. Предње ноге су му биле краће од задњих што сугерише да се кретао и по копну. Хранио се рибом.

## Палеобиологија
Начин живота Нотосауруса је можда личио на начин живота данашњих фока. Вероватно је био прилагођенији животу у мору од пахиплеуросауруса и - као гмизавац - рођао је своје потомство живо и у води, адаптација која је такође демонстрирана код ихтиосауруса. Што се тиче кретања у води, претпоставља се да је погон првенствено генерисан параксијално, односно екстремитетима, а не вијугавим покретима у уздужној оси тела. Равна лобања је пружала мали отпор бочним (бочним) покретима под водом.

## Фосилни налази
.
Фосили ове животиње су нађени у Европи (Немачка, Италија, Швајцарска), северној Африци и Азији (Русија, Кина).

## Геолошка временска скала/Тријас-обележја
Од животиња на копну доминирају архосаури као диносауруси, у океанима ихтиосауруси и нотосауруси, а у ваздуху птеросауруси. Конодонти постају мањи и све више личе на сисаре. Појављују се први сисари и крокодили. На Земљи влада Dicrodium флора. Јављају се велики представници водоземаца (Temnospondyli). У морима су одлично заступљени амонити. Појављују се савремени корали и праве кошљорибе. У Јужној Америци траје Андска орогенеза, а кимеријска у Азији. Почиње рангитотска орогенеза на Новом Зеланду. Завршава се хантер-бовенска орогенеза у Северној Аустралији, Краљичиним острвима и Новом Јужном Велсу (260-225Ма).